# سیکلو-اینوزیتول
سیکلو-اینوزیتول (به انگلیسی: Scyllo-Inositol) یک ترکیب شیمیایی است.
شکل ظاهری این ترکیب، جامد بلوری سفید است.